# Caroline Benjo
Caroline Benjo est une productrice et critique de cinéma française née le 14 novembre 1961 au Maroc.  
Elle dirige la société de production indépendante Haut et Court.

## Biographie
Caroline Benjo est née au Maroc le 14 novembre 1961. Elle y grandit jusqu’à l’âge de onze ans où elle déménage à Cannes. 
Critique de film, elle coordonne la revue Vertigo à la fin des années 1980 et au début des années 1990,. 
En 1994, elle rejoint la société de production indépendante Haut et Court, fondée en 1992 par Carole Scotta. 
Le 15 mai 2014, elle reçoit les insignes de chevalier de la Légion d'honneur des mains d'Aurélie Filippetti, ministre de la Culture et de la Communication. 
Elle est membre du Collectif 50/50 qui a pour but de promouvoir l’égalité des femmes et des hommes et la diversité dans le cinéma et l’audiovisuel.

## Décoration
- Chevalière de la Légion d'honneur (2014)[7]

## Récompense
- 2017 : prix Fabienne-Vonier[8]

## Filmographie sélective
- 1997 : Ma vie en rose, d'Alain Berliner
- 1998 : Quelque chose d'organique, de Bertrand Bonello
- 1999 : Peau neuve, d'Émilie Deleuze
- 2000 : Ressources humaines, de Laurent Cantet[9]
- 2002 : La sirène rouge, d'Oliver Megaton
- 2004 : Les revenants, de Robin Campillo[10]
- 2005 : Backstage, d'Emmanuelle Bercot
- 2006 : Vers le sud, de Laurent Cantet
- 2008 : Entre les murs, de Laurent Cantet[11]
- 2009 : Coco avant Chanel, d'Anne Fontaine
- 2010 : L'autre monde, de Gilles Marchand
- 2011 : Les géants, de Bouli Lanners
- 2012 : Pauline détective, de Marc Fitoussi
- 2013 : Foxfire, confessions d'un gang de filles, de Laurent Cantet
- 2013 : L'autre vie de Richard Kemp, de Germinal Alvarez
- 2016 : The Young Pope, de Paolo Sorrentino[10]
- 2021 : Ce qui reste d'Anne Zohra Berrached